# Lee Wolosky
Lee Scott Wolosky (n. 17 de julio de 1968) es un diplomático y abogado estadounidense que trabajó cono enviado especial de EE. UU para la clausura de Guantánamo durante la Administración Obama. Ha trabajado en puestos de seguridad nacional con los últimos tres presidentes de EE. UU. y actualmente es socio en Jenner & Block LLP.

## Primeros años
Wolosky creció en el Bronx y asistió a la Escuela de Gramática y Preparatoria de Columbia, en Manhattan. Se graduó magna cum laude en la Universidad de Harvard, donde recibió la Beca de John Harvard y la Beca Universitaria de Harvard. Antes de asistir a la escuela de Derecho, Wolosky trabajó como ayudante de investigación para un proyecto universitario de Harvard centrado en la reforma política y económica soviética. Se graduó cum laude de la escuela de Derecho Harvard, donde fue uno de los editores de la Revista de Derecho Internacional de Harvard y recibió la distinción Frederick Sheldon a la Camaradería Ambulante. Mientras estaba en la escuela de Derecho, trabajó como un becario de Sonia Sotomayor, entonces una juez del tribunal de distrito federal.

## Gobierno
Wolosky trabajó como Director para Amenazas Transnacionales en el Consejo de Seguridad Nacional de los Estados Unidos en la oficina de Casa Blanca, durante la presidencia de Bill Clinton y George W. Bush. El Directorio para las Amenazas Transnacionales era el responsable de coordinar la respuesta del Gobierno de EE.UU. frente al terrorismo antes de los atentados del 11 de septiembre. En la Casa Blanca, Wolosky tuvo responsabilidad concreta para coordinar la política de EE. UU. que relación a la financiación ilícita que afectase a la seguridad nacional.
El trabajo de Wolosky en la Casa Blanca también incluyó dirigir operaciones sensibles, incluyendo la dirección de los esfuerzos del gobierno de los EE. UU. para la captura del talibán y al traficante de armas Viktor Bout, conectado con Al Qaeda. Wolosky fue relevante por su método innovador de aproximación para perseguir a Bout. La búsqueda de Bout por Wolosky sirvió como inspiración básica para el carácter del personaje Jack Valentine (Ethan Hawke) en la película Lord of War.
Wolosky ha servido como asesor a varias agencias gubernamentales estadounidenses en años recientes y ha testificado en varias ocasiones ante el Congreso de los Estados Unidos. Él también testificó antes de la Comisión del 11S en ambas sesiones de apertura y cierre.
Entre 2003 y 2004, Wolosky fue consejero sénior en la campaña presidencial del senador demócrata John Kerry así como codirector del grupo de coordinación de la política antiterrorista en campaña.
Wolosky es miembro del Consejo en Relaciones Extranjeras. Es tanto co-director del grupo de trabajo de Financiación terrorista del Consejo en Relaciones Extranjeras como como vicedirector del grupo de trabajo independiente sobre Rusia del mismo Consejo. Es también un cofundador y miembro del consejo de administración de la Red de Seguridad Nacional. Fue nombrado a la comisión permanente sobre Derecho y Seguridad Nacional del Colegio de Abogados de EE. UU. en 2010.
Wolosky también ha servido como profesor adjunto en la Escuela de Asuntos Internacionales y Públicos, de la Universidad de Columbia.

### Guantánamo
Como enviado especial para la clausura de Guantánamo de julio de 2015 a enero de 2017, Wolosky sirvió como diplomático jefe de EE. UU. en conexión con los esfuerzos para cerrar el campamento de detención de la Bahía de Guantánamo por parte de la Administración Obama. Entre otras responsabilidades, dirigía los esfuerzos diplomáticos finales de la Administración Obama para reducir la población de presos antes del fin del plazo que había puesto Obama, transfiriendo detenidos que habían sido unánimemente aprobados para su transferencia por el Secretario de Defensa de los Estados Unidos, de Estado, el Fiscal General, el Secretario de Seguridad Nacional, Presidente del Estado Mayor Conjunto, y el Director de Inteligencia Nacional.
Durante su misión de 18 meses como enviado especial, Wolosky completó la transferencia de 75 detenidos a 15 países, casi 40 % del total de transferencias durante el plazo de ocho años de los dos mandatos de Obama en la Casa Blanca.
Desde la clausura de la Oficina por parte de la Administración Trump, el gobierno de EE. UU. ha perdido la pista de varios de los detenidos de Guantánamo que Wolosky transfirió.

## Carrera legal
En 2001, Wolosky se unió a Boies, Schiller & Flexner LLP, un prominente bufete de abogados de EE. UU. dirigido por David Boies cuyos socios son conocidos por llevar asuntos de amplio reconocimiento, como la representación de Al Gore en el caso de las elecciones del 2000, la representación del Gobierno de EE. UU. en su disputa de confianza con Microsoft, y la representación del Grupo Internacional Americano y su anterior CEO, Maurice R. Greenberg. Wolosky ha dirigido o co-dirigido algunos de los asuntos de perfil alto de la empresa en años recientes, incluyendo la representación de la empresa de Greenberg, su representación del ex-vice consejero de RNC, Elliott Broidy, en un litigio contra Qatar, su caso de financiación del terrorismo en contra del Banco de China; y Restis vs United Againts Nuclear Iran (una organización estadounidense), un caso de difamación privada en qué el Gobierno de Estados Unidos impuso el secreto de sumario utilizando su privilegio especial, lo cual sentó jurisprudencia, resultando en una victoria para el cliente de Wolosky, UANI. Wolosky también ha trabajado como co-consejero de las familias del 11S en conexión con un juicio de varios millardos de dólares de tribunal federal contra Irán; y como consejero de una empresa internacional importante en los asuntos que surgen fuera de una agresión alegada por Dominique Strauss-Kahn, exdirector del Fondo Monetario Internacional.
En octubre de 2019, Wolosky fue nombrado Monitor Independiente del Deutsche Bank por el Departamento de Servicios Financieros del Estado de Nueva York. Wolosky también representó a Fiona Hill, una exconsejera del Consejo de Seguridad Nacional de los Estados Unidos, la presentadora de MSNBC, Nicolle Wallace, contra el periodista galardonado con un Emmy Lowell Bergman. El presentador del canal conservador Fox News, Neil Cavuto, llamó a Wolosky: «uno de los abogados más brillantes del país».
En 2020, Wolosky se unió a Jenner & Block LLP.  Anteriormente, trabajó en Paul, Weiss, Rifkind, Wharton & Garrison y como socio para asuntos internacionales en el Consejo de Relaciones Extranjeras. En Paul Weiss, trabajó principalmente con Ted Sorensen, el 7.º Consejero de la Casa Blanca con John F. Kennedy y Lyndon B. Johnson.
En agosto de 2021, Wolosky fue incluido al consejo consultivo de la compañía estadounidense de reconocimiento facial, Clearview AI, como consejero externo.

## Información ampliada (en inglés)
- El abogado que Demanda el banco de China Trae ‘CIA Privada' a Boies Bloomberg, diciembre 10, 2013
- Seis Grados de Separación de Partido Democrático Bloomberg, diciembre 10, 2013
- Poniendo el Bout a Khodorkovsky En El Noticioso en bsfllp.com
- Cómo para Sancionar Rusia, Y Por qué la estrategia Actual de Obama no Trabajará Asuntos Exteriores, Marcha 19, 2014
- Putin Plutocrat Asuntos Exteriores de Problema, abril/de Marcha 2000
- Aspecto, el septiembre de Foro Noticioso de NBC 24, 2004, 6:30 SOY, considerando 2004 Elecciones Presidenciales y John Kerry política extranjera
- Mercader de Muerte: Dinero, Pistolas, Aviones, y el Hombre Quién Hace la guerra Posible, Por Stephen Braun y Douglas Farah (2007).
- Atrapando el Señor de Guerra: El Aumento y Caída de Viktor Bout, Spiegel On-line (octubre 6, 2010).
- Pruebas de Caso de Tribunal de EE.UU. el israelí Resuelve, Charles Levinson El Wall Street Journal (junio 21, 2013).
- Deseo había Sabido Abogado Estudiantil (febrero 2011).